# Marc Jacobs
Marc Jacobs (født d. 9 april 1963 i New York City) er en amerikansk modedesigner og hoveddesigner for Marc Jacobs ligeså ved som på mærket Marc by Marc Jacobs. Jacobs er for tiden kreativ direktør for det franske modehus Louis Vuitton.

## Biografi
Jacobs er født i New York af jødiske forældre. Han har studeret kunst og design på "Parsons The New School for Design". Han boede hos sin mor i New Jersey sammen med sin søster og yngre bror. Han demiterede også fra New York High School of Art and Design. Som femten årig arbejdede han som lagerdreng for Charivari, en avantgarde tøjbutik i New York City. Under studierne på Parsons modtog han "Perry Ellis Gold Thimble Award" i 1984. 
Det samme år modtog han også to andre priser "Chester Weinberg Gold Thimble Award" og "Design Student of the Year Award". 
Mens Jacobs stadig gik på Parsons designede Jacobs sin først kollektion af håndstrikkede sweatre og han designede og solgte sin første kollektion for Reuben Thomas, Inc.. Efter han var færdig med studierne begyndte han at designe for Perry Ellis, da deres stifter var død. Jacobs blev kendt på modescenen da han designede en "grunge" kollektion for Perry Eliis, hvilket førte til at han forlod dem i 1993. Sammen med Robert Duffy stiftede Jacobs mærket JAcobs Duffy Designs Inc., som stadig er at finde i dag. I 1989 designede Jacobs sin første kollektion der bar mærket Marc Jacobs. I 1987 var Jacobs den yngste desginer der har modtaget pris fra det højeste sted i modeverdenen: The Council of Fachion Designers of America.
I 1989 samlede Jacobs og Duffy sig med Tristan Russo, og blev visepræsident og præsident for dette. I 1992 gav The Council of Fachion Designers of America igen Jacobs en meget prestige fyldt pris, nemlig: The Women's Designer of the Year. I 1994 lavede han sin første kollektion for mænd. 
Hans design bæger tit præg af tidligere tiders mode tendenser, særligt fra 40'erne og 80'erne. 
I maj 2009 var Jacobs vært for en "Model and Muse"-tema galla fest på Metropolitan Museum of Art, sammen med Kate Moss.

## Firma
I de sidste par år har Marc Jacobs som forretning åbnet flere og flere butikker. 
I 2006 lancerede han for første gang parfumer, disse er også blevet meget populære de seneste par år. 

## Louis Vuitton
I 1997 blev Jacobs ansat som kreativ direktør for det franske modehus Louis Vuitton, hvor han lavede firmaets første ready-to-wear linje. 
Jacobs har samarbejdet med mange forskellige populære kunstnere til hans Louis Vuitton kollektioner. 
Vuitton har arbejdet sammen med Stephen Sprouse, Takashi Murakami og senest den amerikanske kunstner Richard Prince og rapperen Kanye West.

## Personlige liv
I 2009 blev Jacobs placeret som nummer femten på Out magazines årligeliste "50 mest magtfulde homoseksuelle mænd og kvinder i America". 
Jacobs som er åbent homoseksuel har tidligere været gift med Lorenzo Martone.